# Arkaiym
Arkaiym (рус. Аркайым) — казахская нео-этно-фолк группа, основанная 8 апреля 2014 года. В составе группы два участника — Абзал Арыкбаев (каз. Абзал Арықбаев) и Анара Касымова (каз. Анара Қасымова).

## История и творчество
В 2014 году произошло творческое объединение мультиинструменталиста Абзала Арыкбаева из группы «Туран» и музыканта — певицы Анары Касымовой из группы «Арт-Дала». Музыканты популяризируют казахскую, тюркскую этническую музыку, горловое пение и народные инструменты домбыру, сыбызгы, дауылпаз, кос сырнай, керей, шертер, жетыген, асатаяк, конырау.
Анара считается единственной певицей в Казахстане, владеющей древнетюркским видом горлового пения — каргыраа. Абзал преподаёт горловое пение. Коллектив играет более чем на тридцати музыкальных инструментах, владеет древним видом пения, который связан с периодом шаманизма, зороастризма, тенгрианства в Казахстане.
В 2014 выиграли грант на реализацию своего творческого проекта от Фонда Первого Президента Казахстана. В 2015 выступали на фестивале «The Spirit of Tengri» — международном фестивале современной этнической музыки.

## Название группы
Группа получила название от древнего городища Аркаим, обнаруженного в конце 80-х под Челябинском, неподалеку от казахстанской границы.